# Xã Noble, Quận Wabash, Indiana
Xã Noble (tiếng Anh: Noble Township) là một xã thuộc quận Wabash, tiểu bang Indiana, Hoa Kỳ. Năm 2010, dân số của xã này là 14.230 người.